# Blackcraig Castle

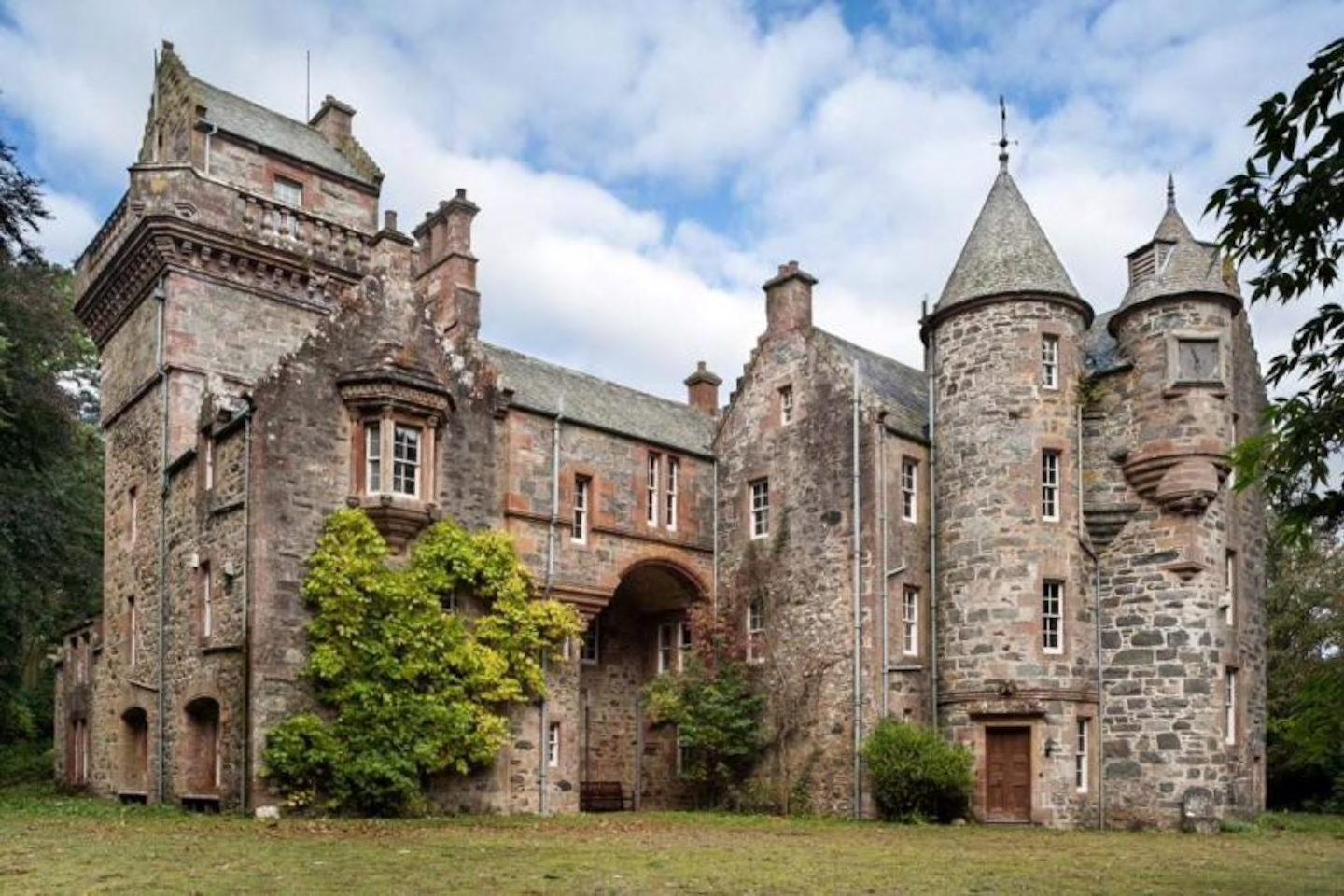
Blackcraig Castle

Blackcraig Castle ist ein Landhaus mit Wohnturm in Blairgowrie in der schottischen Grafschaft Perthshire (heute Verwaltungseinheit Perth and Kinross).

## Geschichte
Im 16. Jahrhundert wurde dort ein Wohnturm errichtet. Patrick Allan Fraser ließ das Landhaus um den Wohnturm errichten, was fast 40 Jahre dauerte, von 1856 bis zum Ende der 1880er-Jahre. Fraser hatte das Land 1847 von den Treuhändern von Robert Rattray gekauft.
Nach dem Tod von Fraser 1890 wurde die Burg Teil des Hospitalfield Arts Trust. Später wurde sie verkauft und jahrelang als Gästehaus betrieben.

## Beschreibung
Blackcraig Castle ist drei Stockwerke hoch und besteht aus Bruchstein, der mit Kalkmörtel vermauert wurde.